# Six destinées

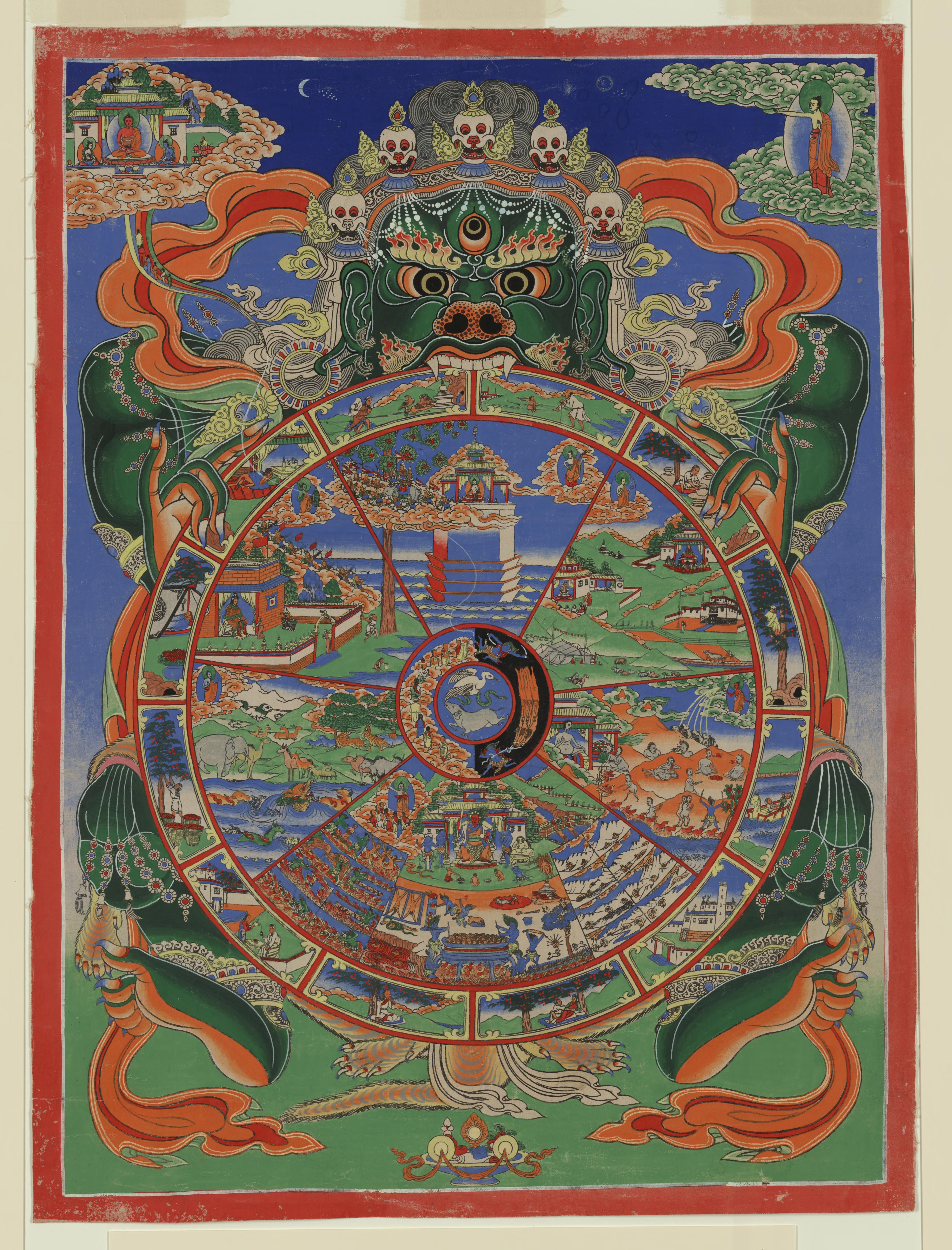
Bhavacakra ou « roue du devenir » est une représentation symbolique de la continuité du processus de l'existence sous la forme d'un cercle, utilisé dans le bouddhisme tibétain, ici sur une thangka.

Les six destinées, six voies ou six classes de destins (sanskrit : ṣaḍgati ; chinois : liùqū 六趋 ou liùdào 六道 ; japonais : roku-dō 六道 ; tibétain : khams) sont dans la cosmologie bouddhiste les six mondes où se réincarnent les êtres qui y vivent, et ce d'après leur karma, lui-même lié à leurs actes au cours des vies antérieures. Elles sont souvent représentées de façon imagée sous la forme du bhavacakra (« roue de l'existence karmique »). 

## Les destinées
Ce sont, dans l'ordre ascendant, en partant des enfers, :
1. le monde des enfers (naraka) ;
2. le monde des faméliques (preta) ;
3. le monde des animaux (tiryagyoni (en)) ;
4. le monde des êtres humains (manushya) ;
5. le monde des demi-dieux belliqueux (asura) ;
6. le monde des dieux ou des êtres célestes (deva).

À noter que les textes les plus anciens comportaient d'abord cinq catégories, celle des asura ayant été ajoutée plus tardivement par certaines écoles bouddhistes, notamment le bouddhisme Mahâyâna,. Ils peuvent en effet se trouver au niveau le plus bas de l'étage des dieux ou être intégrés comme une destinée à part entière, auquel cas ils se situent entre les hommes et les dieux. Certaines écoles, tout en reconnaissant que la possibilité de reconnaître comme asura refusent la liste à six étages du fait que cette liste n'est pas présente dans les textes anciens.
Par ailleurs, ces catégories sont plutôt larges, en particulier celle des dieux. On trouve ainsi différents enfers, différents types de fantômes affamés, ainsi que toute une hiérarchie de dieux.

## Caractéristiques

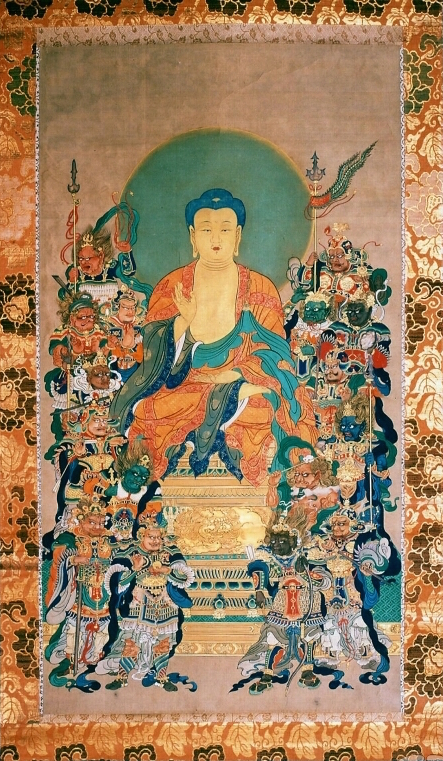
Tani Bunchô. Les « Seize dieux bienveillants » entourant le Bouddha. Japon, 1806.

Les trois premiers domaines sont ceux des « destinées non bienveillantes » (akuśalagati) : les êtres manquent de vertu et ils ne connaissent quasiment que la souffrance. De ces destinées akuśalagati, deux nous sont visibles : le monde des animaux et le monde des humains. Les trois dernières sont nommées les « destinées bienveillantes » (kuśalagati) : les êtres y sont plus ou moins vertueux, et il y a du plaisir et de la souffrance.

### Trois mondes
Ces six domaines s'inscrivent dans la cosmologie bouddhique, où ils constituent le « monde du désir des sens » (Kāmaloka). Ce monde est celui du samsâra, dans lequel les êtres (y compris les dieux) tournent indéfiniment de renaissance en renaissance, aussi longtemps qu'ils ne connaissent pas l'éveil, et ils perçoivent les objets des sens essentiellement en fonction de leur caractère agréable ou désagréable. 
Notons que deux autres domaines (eux-mêmes structurés en plusieurs étages) se trouvent au-dessus du monde du désir. Il s'agit d'abord du « monde de la forme pure » (Rûpaloka), où les êtres ont une perception pure des objets, libre de désir sensoriel, tout en souffrant cependant d'autres attachements ; après quoi vient encore le « monde sans forme » (Arûpaloka) encore plus éthéré, purement mental, sans phénomène matériel, et au-delà de toute forme. Aussi enviables que semblent les existences de ces deux mondes, aussi longue que puisse y être la vie (la plus longue est de 84 000 ères cosmiques (kalpa), elle se termine par la mort. C'est pourquoi, bien qu'ayant atteint un état qui lui permettait de renaître dans ce troisième monde, le Bouddha refusa cette renaissance car elle se trouvait encore inférieur à ce à quoi il tendait.

### Transmigration
Le Pudgala qui transmigre entre ces six destinées n'est pas une personne ou un soi, non plus une âme, mais un agrégat (skandha), une continuité phénoménale aux éléments changeants. 
Les éléments formant le karma se constituent en actes corporels, oraux ou mentaux. L'enchaînement de la transmigration dû aux Trois poisons (haine, avidité, ignorance) dont la méconnaissance (avidyā) de la vérité ultime (sanskrit : paramārtha ; chinois : zhēndì 真谛) ou de la vraie loi (sanskrit : saddharma, सद्धर्म, « loi correcte » ; chinois : miàofǎ, 妙法, « loi merveilleuse ») est généralement présenté comme la source de la réincarnation dans les trois destinées non bienveillantes.

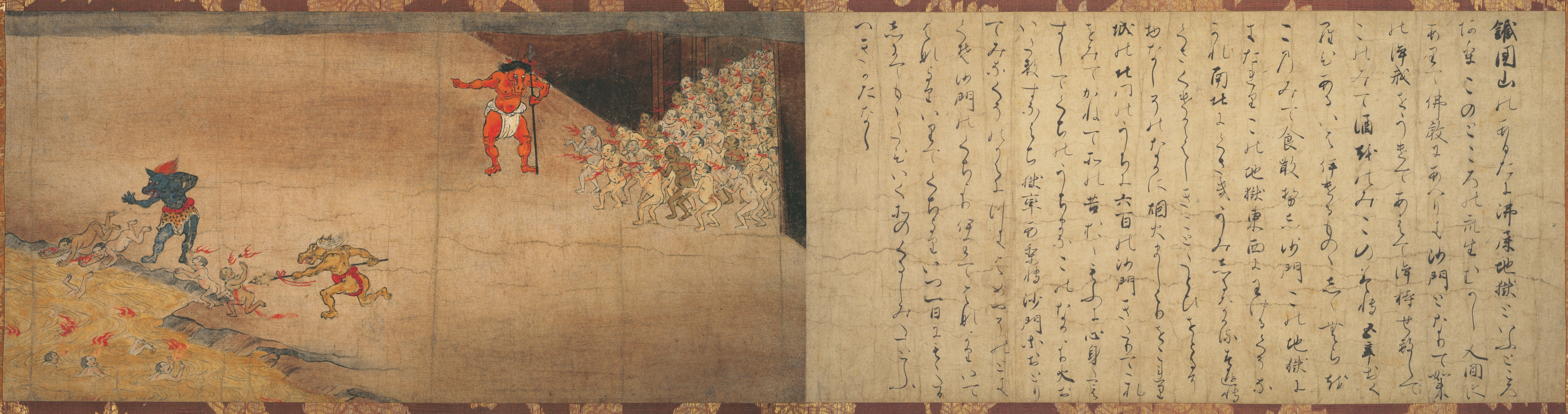
L'enfer des moines errants, fait d'excréments en ébullition. Tiré des Rouleaux des Enfers, d'après Genshin. Japon, XIIe siècle, Musée national de Nara.